# Vitaby
Vitaby is een plaats in de gemeente Simrishamn in Skåne de zuidelijkste provincie van Zweden. Het heeft een inwoneraantal van 279 (2005) en een oppervlakte van 37 hectare.

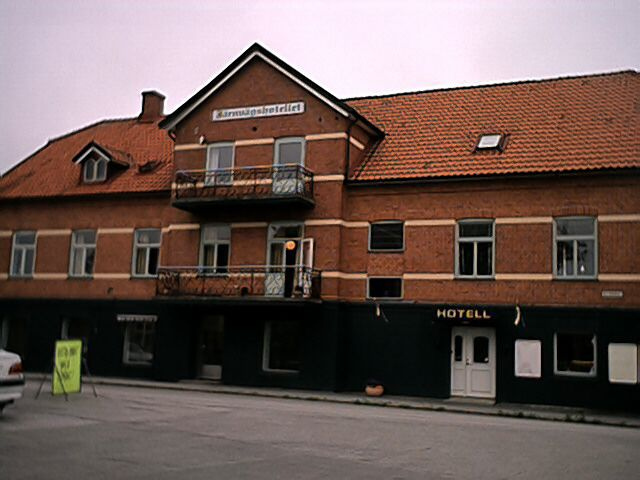
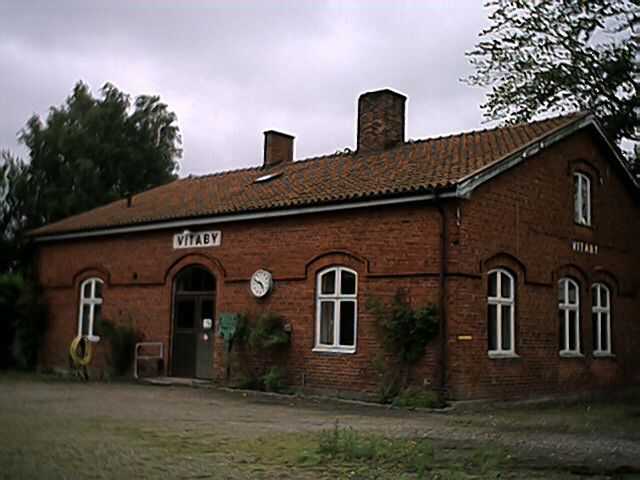
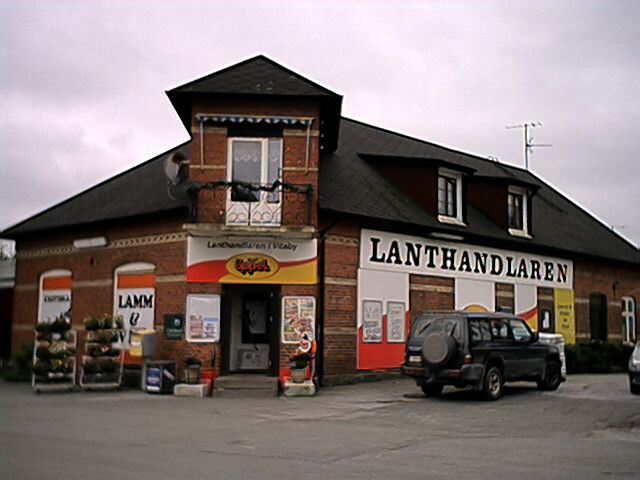